# American College Testing
ACT, American College Testing, är ett amerikanskt nationellt urvalsprov som skall pröva kunskaper och färdigheter som behövs vid högre studier. Testet kontrollerar bland annat engelska, matematik och samhällskunskap. Kan jämföras med svenska högskoleprovet.
| Ämne            | Antal frågor | Tid (minuter) | Frågor                                                       |
| --------------- | ------------ | ------------- | ------------------------------------------------------------ |
| Engelska        | 75           | 45            | Grammatik, retorik                                           |
| Matematik       | 60           | 60            | Algebra, geometri, trigonometri                              |
| Läsning         | 40           | 35            | Läsförståelse                                                |
| Samhällskunskap | 40           | 35            | Tolkning, analys, utvärdering, resonemang och problemlösning |
| Skrivning       | 1 uppsats    | 40            | Kunskaper i skrivning på engelska                            |